# Polycarpaea rosulans
Polycarpaea rosulans là loài thực vật có hoa thuộc họ Cẩm chướng. Loài này được (Gagnep.) Gagnep. miêu tả khoa học đầu tiên năm 1939.